# Cayo Sable
Cayo Sable (en criollo haitiano: Cay Sab, en francés: Caye Sable) es una pequeña isla de Haití situada geográficamente en las Antillas (Mar Caribe) y administrativamente en la comuna de Anse-à-Galets, a unos 50 km al oeste de la capital nacional Puerto Príncipe. Es conocida por ser una de las islas más densamente pobladas del mundo, con unas 250-300 personas que comparten una superficie de solo 0,16 hectáreas (0,0016 kilómetros cuadrados o 1600 metros cuadrados) en unas 75 casas. Situación que es similar a las de otras islas caribeñas pequeñas y superpobladas como Ilet a Brouee o Santa Cruz del Islote (esta última perteneciente a Colombia).
La isla es un cayo al que se accede en pequeñas embarcaciones desde el pueblo de Petite Anse, en el extremo sur de la isla de Gonâve. No hay ninguna fuente de agua dulce en la isla.